# Ungerskt ullsvin

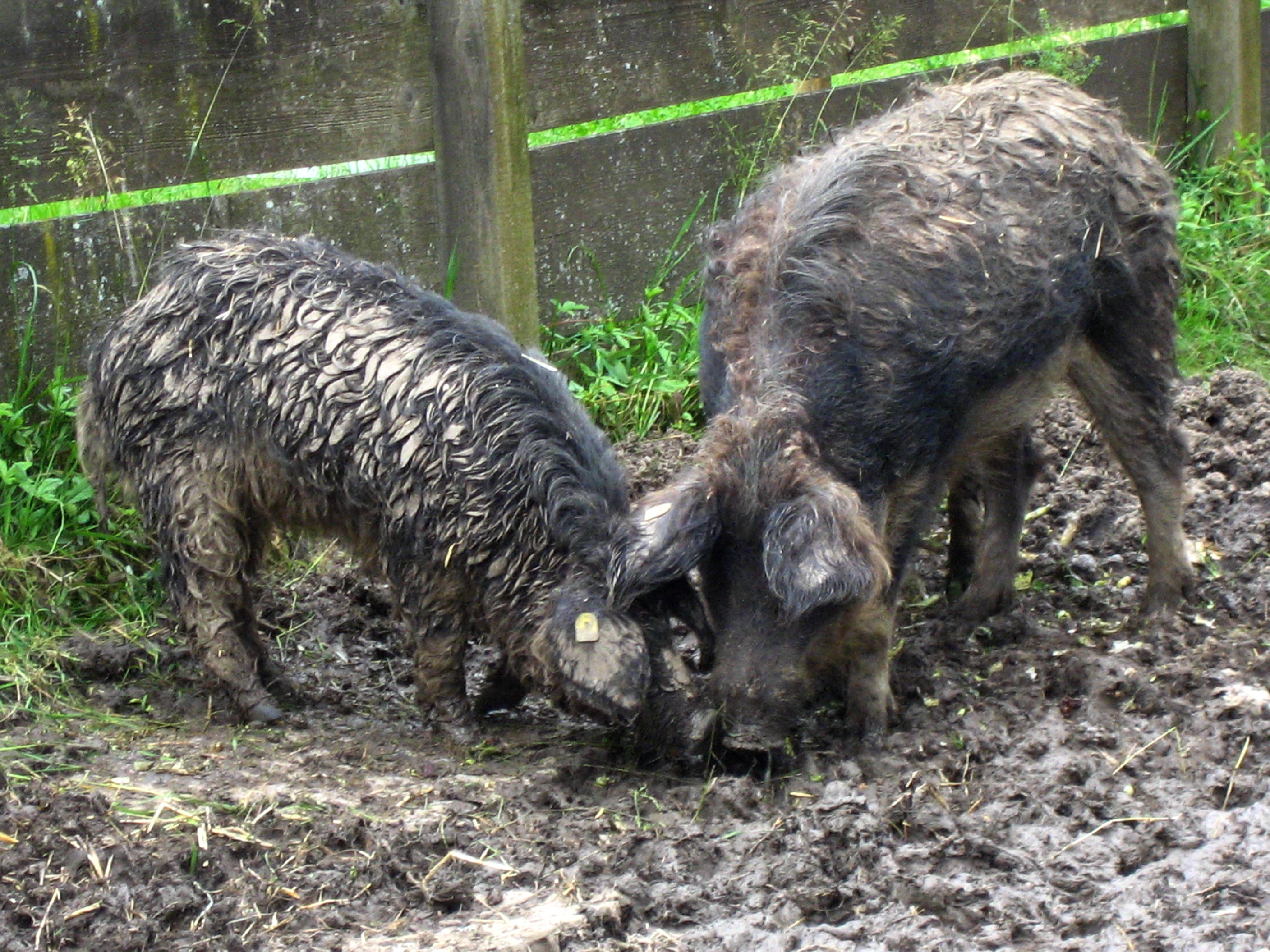
Två ungerska ullsvin

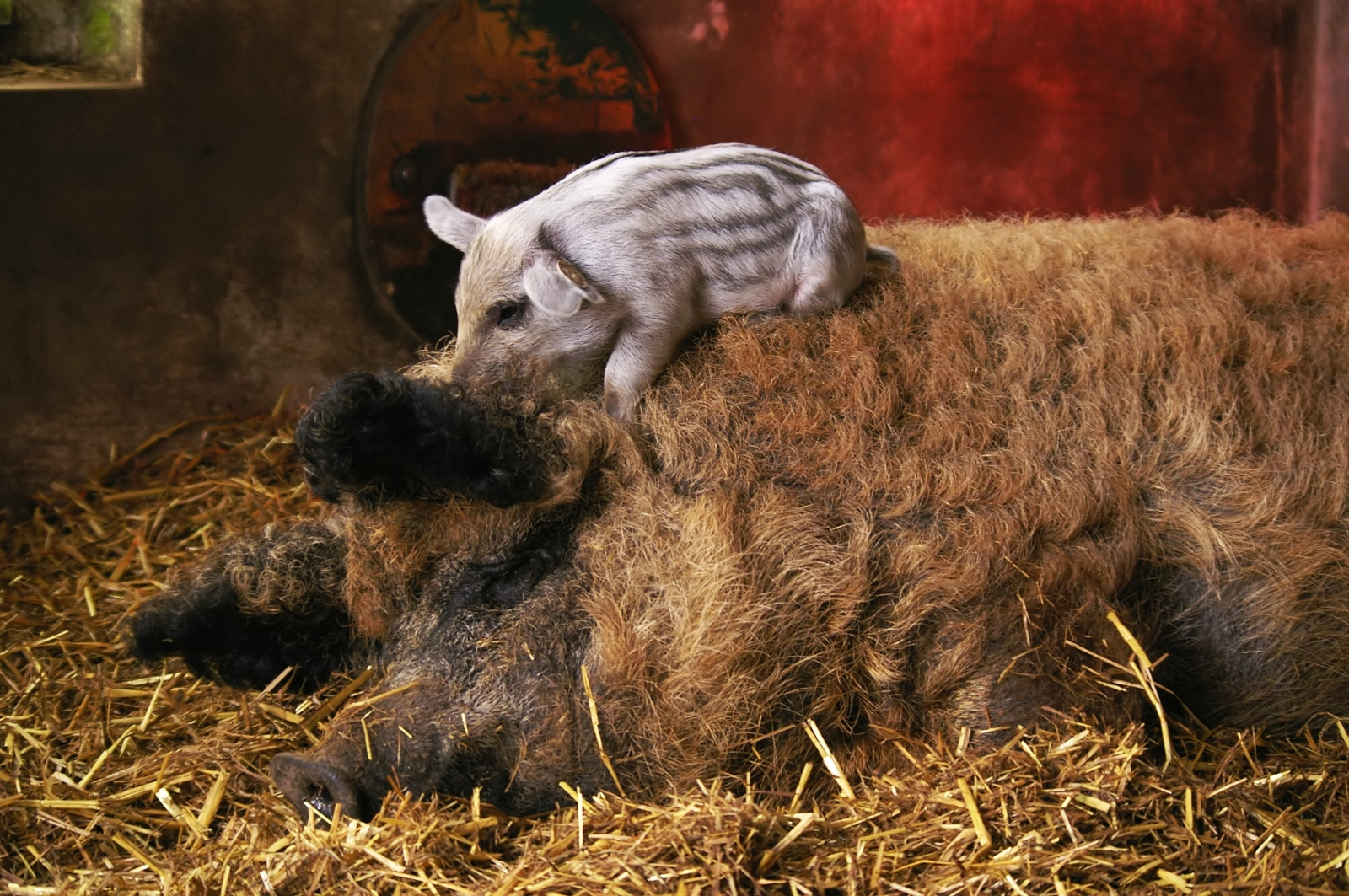
Sugga med kulting

Ungerskt ullsvin (ungerska mangalica), ungerskt locksvin eller mangalitza är en gammal ungersk svinras. Rasen är känd för sin unkna lukt och päls.

## Historia
Ungerska ullsvinet är framavlat från äldre ungerska svinraser, som Bakonyi och Szalontai, som korsades med Šumadija-rasen från Serbien och senare med andra raser som Alföldi eller kroatiska Šiška och Syrmien. Framavlingen skedde i Ungern under första halvan av 1800-talet. Efter andra världskriget, under kommunismen, när de stora statliga kombinaten och jordbrukskollektiven prioriterade stordrift höll rasen på att försvinna. Efter järnridåns fall 1989 har den dragit till sig förnyat intresse. Den är även populär i Spanien där svinen hålls för att producera serranoskinka.

## Kännetecken
Det ungerska ullsvinet kännetecknas av sin rikliga och lockiga hårrem, som kan vara svartaktig eller ljusare vetefärgad, i sällsynta fall även något rödaktig. Den kraftiga pälsen skyddar djuren mot vädret och rasen är också mycket härdig för att vara en tamgris. Kultingarna är randiga, precis som vildsvinets ungar.